# Lijst van nummer 1-hits in de Vlaamse Ultratop 50 in 2020
De volgende hits stonden in 2020 op nummer 1 in de Vlaamse Ultratop 50.
| Nummer | Datum        | Artiest                               | Titel                            |
| ------ | ------------ | ------------------------------------- | -------------------------------- |
| 301    | 4 januari    | Tones and I                           | Dance monkey                     |
|        | 11 januari   | Tones and I                           | Dance monkey                     |
|        | 18 januari   | Tones and I                           | Dance monkey                     |
| 302    | 25 januari   | The Weeknd                            | Blinding lights                  |
|        | 1 februari   | The Weeknd                            | Blinding lights                  |
|        | 8 februari   | The Weeknd                            | Blinding lights                  |
|        | 15 februari  | The Weeknd                            | Blinding lights                  |
|        | 22 februari  | The Weeknd                            | Blinding lights                  |
|        | 29 februari  | The Weeknd                            | Blinding lights                  |
|        | 7 maart      | The Weeknd                            | Blinding lights                  |
|        | 14 maart     | The Weeknd                            | Blinding lights                  |
|        | 21 maart     | The Weeknd                            | Blinding lights                  |
|        | 28 maart     | The Weeknd                            | Blinding lights                  |
|        | 4 april      | The Weeknd                            | Blinding lights                  |
|        | 11 april     | The Weeknd                            | Blinding lights                  |
|        | 18 april     | The Weeknd                            | Blinding lights                  |
|        | 25 april     | The Weeknd                            | Blinding lights                  |
| 303    | 2 mei        | Regi, Jake Reese & OT                 | Kom wat dichterbij               |
|        | 9 mei        | Regi, Jake Reese & OT                 | Kom wat dichterbij               |
| 302    | 16 mei       | The Weeknd                            | Blinding lights                  |
| 303    | 23 mei       | Regi, Jake Reese & OT                 | Kom wat dichterbij               |
| 302    | 30 mei       | The Weeknd                            | Blinding lights                  |
|        | 6 juni       | The Weeknd                            | Blinding lights                  |
| 303    | 13 juni      | Regi, Jake Reese & OT                 | Kom wat dichterbij               |
|        | 20 juni      | Regi, Jake Reese & OT                 | Kom wat dichterbij               |
|        | 27 juni      | Regi, Jake Reese & OT                 | Kom wat dichterbij               |
|        | 4 juli       | Regi, Jake Reese & OT                 | Kom wat dichterbij               |
|        | 11 juli      | Regi, Jake Reese & OT                 | Kom wat dichterbij               |
|        | 18 juli      | Regi, Jake Reese & OT                 | Kom wat dichterbij               |
| 304    | 25 juli      | Jawsh 685 & Jason Derulo              | Savage love (Laxed - siren beat) |
|        | 1 augustus   | Jawsh 685 & Jason Derulo              | Savage love (Laxed - siren beat) |
|        | 8 augustus   | Jawsh 685 & Jason Derulo              | Savage love (Laxed - siren beat) |
|        | 15 augustus  | Jawsh 685 & Jason Derulo              | Savage love (Laxed - siren beat) |
| 305    | 22 augustus  | Master KG, Burna Boy & Nomcebo Zikode | Jerusalema (Remix)               |
|        | 29 augustus  | Master KG, Burna Boy & Nomcebo Zikode | Jerusalema (Remix)               |
|        | 5 september  | Master KG, Burna Boy & Nomcebo Zikode | Jerusalema (Remix)               |
|        | 12 september | Master KG, Burna Boy & Nomcebo Zikode | Jerusalema (Remix)               |
|        | 19 september | Master KG, Burna Boy & Nomcebo Zikode | Jerusalema (Remix)               |
|        | 26 september | Master KG, Burna Boy & Nomcebo Zikode | Jerusalema (Remix)               |
|        | 3 oktober    | Master KG, Burna Boy & Nomcebo Zikode | Jerusalema (Remix)               |
|        | 10 oktober   | Master KG, Burna Boy & Nomcebo Zikode | Jerusalema (Remix)               |
|        | 17 oktober   | Master KG, Burna Boy & Nomcebo Zikode | Jerusalema (Remix)               |
|        | 24 oktober   | Master KG, Burna Boy & Nomcebo Zikode | Jerusalema (Remix)               |
| 306    | 31 oktober   | Joel Corry & MNEK                     | Head & heart                     |
|        | 7 november   | Joel Corry & MNEK                     | Head & heart                     |
| 307    | 14 november  | Dua Lipa & Angèle                     | Fever                            |
|        | 21 november  | Dua Lipa & Angèle                     | Fever                            |
| 306    | 28 november  | Joel Corry & MNEK                     | Head & heart                     |
| 307    | 5 december   | Dua Lipa & Angèle                     | Fever                            |
|        | 12 december  | Dua Lipa & Angèle                     | Fever                            |
|        | 19 december  | Dua Lipa & Angèle                     | Fever                            |
|        | 26 december  | Dua Lipa & Angèle                     | Fever                            |